# عياس
عياس هي قرية الحمامة، إحدى القرى التابعة لمركز الشعراء التابع لمحافظة قلوة في منطقة الباحة في المملكة العربية السعودية. وتقع في تهامة الباحة ما بين المندق في الحجاز وقرية غليله في التهم وتحتضن مساحة شاسعة من الأودية والجبال. ومن أهم أوديتها وادي ثغر ووادي عياس ووداي ظفر.
يقدر عدد السكان بحوالي300 نسمة تربط غالبيتهم صلة قرابة ويهتمون بالزراعة وتربية المواشي والإبل. معرف القرية الشيخ عبد الله يحي ابن دفرا. وتمتاز قرية عياس بوجود الحصون التاريخية القديمة.